# マージナル (漫画)
『マージナル』は、萩尾望都による日本の漫画。『プチフラワー』（小学館）において、1985年8月号から1987年10月号まで連載された。
「男しかいない世界」という設定で描かれたSFファンタジー作品。

## あらすじ
西暦2999年、地球は汚染されて不毛の地となっていた。人々は不妊ウイルスにより生殖能力を失い、唯一の女性である聖母「マザ」を中心として、その息子たちで世界は構成されていると信じられていた。
世界の中枢であるセンターはこの世界をミツバチ型社会「マージナル」と呼び、管理している。
年々子供は減少し、不安が募るなか、祭礼の日にマザが暗殺されてしまう。

## 登場人物
キラ
主人公。16歳の少年。イワン・アレクサンドルが隠れ住んでいたユーフラテス地区の森で、メイヤードから採取したエゼキェラ因子と、妻アーリンの卵子から実験的に作り出した子供。マージナルの地球人が退化させてしまった犬歯が生えている。元は4人おり、4人でひとつの人格を共有していた。 そのうちの1人が森が焼かれた後、砂漠でさまよっているところをグリンジャに拾われ、アシジンに買われる。ゴー博士などから「夢の子供」と呼ばれ、高い感応能力をもつ。エゼキェラ因子由来の感応力をもつ。グリンジャに感応し、体を女性に変化させた。
グリンジャ
砂漠にある医師の村の青年。薬師の知識がある。21歳。目じりに青いいれずみをいれており、砂漠の医師村で薬師をしていた。子供がもらえなくなり、滅びに向かう村が作った暗殺団の一人としてマザ暗殺計画に加わり、モノドールに潜入。夢見のおじいの予言によって村の者と共にマザ殺しを犯す。その後キラを拾い、アシジンに売った。足が付くのを恐れ、市場でアシジンにキラを売って旅に出ようとするが、その夜毒蜘蛛に噛まれたキラを治療してほしいとアシジンの岩屋に招かれる。キラと懇意になった後、彼が暗殺者であることを見抜いたフェロペによって目を潰され、砂漠に放逐されそうになるが、フェロぺを殺害して脱出する。
アシジン
砂漠の岩屋に独りで暮らす青年。19歳。子供の頃がけから落ちて死にかけたがセンターによって一命を取り留められ、その後「死にぞこないのアシジン」と名乗るようになった。額に新月の形をした傷跡がある。月の岩屋に住み、村にかかわろうとしない。市場で砂牛と引き換えにグリンジャからキラを買うが、キラが毒蜘蛛に噛まれてしまったため、毒消しを探しに出たところでグリンジャに再会、岩屋に招く。7～8歳の頃、崖から落ちて額が割れるほどの怪我を負ったところ、通りかかったマシーナによってメディカルセンターに収容され、半年間の治療を受け、親元に返された。この経緯が村人から恐れられ、変わりものの叔父が住んでいた岩屋に隔離される形で暮らすこととなった。村長の息子であったが、現在の実権はフェロペが持っている。
ホウリ・マザ
地球で唯一の女性。満月の夜に月から従者と共にモノドールへ降りてきて、世界に子供を分け与えたという伝説を持ち、老いては転生し再びマザとなるという永遠の魂の持ち主とされている。センターを通して村々に子供を送っているため、世界で唯一の母として、人々から絶大な支持と敬愛を受けている。しかしそれは不妊ウイルスに侵された地球を舞台にミツバチ型母系社会マージナルを作るというカンパニーの壮大な実験による虚構で、実際はセンターが攫ってきた少年を性転換させ、投薬によって意識を奪った上で延命させて作っている、管理社会の象徴的な存在でしかない。今までに6代のマザが存在していた。
メイヤード
ユーフラテス地区にあるモノドールのメディカルセンターの長官（マルグレーヴ）。マージナルの最高責任者で一切のことを任されている。カンパニーのマージナルプロジェクト終了の依頼を受け、12年前に赴任した。常にサングラス状のめがねをかけている。三千万人に一人の確率で発生する、感応力を持つエゼキェラ因子の持ち主。火星のクリュセ大学在学中に心臓手術を受け、その際イワンに採取した血液を持ち去られた。遺伝子上はキラの父親にあたる。進行性の病気をいくつも抱えており、弱視。治療のため、体にはいくつもの機械が埋め込まれた状態で、女性ホルモンの投与を受けているため、体が半女性化している。
スズキ・ゴー博士
生物学者。行方不明になった友人を探すため、火星から地球に密入国しようとした。アレクサンドル夫妻のクリュセ大学学生時代の友人。アーリンから救助を請う連絡を受け、地球への入国を申し込んだが果たされず、やむなく小型貨物船の船長を買収してユーフラテス地区に密入国したところを、カンパニーによって保護、メイヤードのところへ連行される。
市長
モノドールの市長。32歳。図書の家に熱心に通っており、メディカルセンターの行っている管理にもある程度知識がある。マザ暗殺後、新しいマザの選出前に高血圧で倒れ、病床に就く。
ミカル
モノドールの市長の一人息子で、後継者。倒れた市長に図書の家に行くよう命じられ、エメラダからかつて男女比率が半々だったころの世界の話を聞かされ、衝撃を受ける。
イワン・アレクサンドル
生物学者。火星のクリュセ大学の学生時代は、妻やゴー博士と共に生物学の天才として名をはせていた。母親が前夫に強姦され、恐怖のあまり退行現象を起こして自殺したという過去をもち、無限の共感性を持つ「夢の子供」を作りたいと考えるようになる。クローニングなど違法な研究を繰り返し、妻共々大学を追放される。18年前、妻と共に地球のユーフラテス地区にある森に密入国し、遺伝子実験を繰り返していた。メイヤードから取ったエゼキェラ因子と妻の卵子を使い、4人のキラを作った。キラは彼の母親の名前でもある。
アーリン・アレクサンドル
イワンの妻で生物学者。火星のクリュセ大学の学生時代は、夫やゴー博士と共に生物学の天才として名をはせていた。18年前、夫と共に地球のユーフラテス地区にある森に密入国し、遺伝子実験を繰り返していた。キラの母親。夫と共に作り出した4人のキラに次第に恐怖を抱くようになり、ゴー博士に助けを求める。
エメラダ
モノドールにある図書の家の管理者。XXYの遺伝子を持ち、18歳で成人してもなお女性的な美しさを保っている。長い銀髪。遺伝子のためか、虚弱体質で、心臓が弱い。厭世的な性格。メイヤードによって最後のホウリ・マザに選出され、図書の家から攫われてしまう。
エドモス
モノドールにある図書の家で働いている男性。赤毛で大柄な外見。過去の歴史の知識を持っている。4年前に色子の売春宿である色子宿からエメラダを引き取り、双子のように仲良く暮らしていたが、半年前にエメラダの寿命は長くないというメディカルセンターの診断を知らされ、それをエメラダに伝えることもできず苦悩する。
ネズ
民族学者として30年前に地球に来た男性。表向きは聖堂の教師。市長の秘書的な仕事も行っている。メディカルセンターと外界を行き来し、センターが動かす世界の実態を知っているため、神経が参ってしまっている。
センザイ・マスター
ゴビの超能力者。6-7級の高い能力を持つ。メディカルセンターから逃げたキラを探し出すため、メイヤードに雇われた。非常に太っており、仕事の前に食べるもののメニューを持参してきた。統合型の能力者で、一生涯に使える能力の量を自己認識している。
ナースタース・オクターブ
カンパニーの株主の一人である女性。オクターブ家の継承権と財産権を持つ。メイヤードとは幼馴染で、一見仲が悪いように見える関係。
マルコ
モノドールのメディカルセンターで働いている。
チト
モノドールの色子宿で売春をしている色子。15歳。10歳で起こるはずの色抜けが途中で止まって安定してしまったモザイクで、手と顔に色が残っている。そのことでメディカルセンターに呼ばれ、何度か行き来をしていたことから、聖堂内部の構造に詳しい。客としてきたグリンジャに、その時のことを聞かれ話した。7代目のホウリ・マザ候補となるが、グリンジャがマザ暗殺団の一味と気付いてしまったため、グリンジャに殺害される。
フェロペ
アシジンの異父兄弟。アシジンが岩屋で隔離生活を送ることになった後、父親である村長が養子とした。村での中心的な人物。村長が夢で受けた啓示に従い、モノドールの長であるマザ、市長、メディカルセンターの長官であるメイヤードの暗殺計画を立てている。

## 単行本・文庫本
- 初刊版は小学館プチコミックス（全5巻）、現行版は小学館文庫（全3巻）。

## ラジオドラマ
NHK-FM放送にて1988年10月31日から11月4日の日程で、「サウンドドラマ」として全5話が放送された。
CD、1989年発売。
- 脚色 岡本蛍
- 音楽 細野晴臣、福沢諸
- キャスト
  - キラ：越美晴
  - グリンジャ：石田純一
  - アシジン：岡本富士太
  - メイヤード：塩沢兼人
  - エメラダ：川村万梨阿
  - ナースタース：田島令子
  - センザイマスター：高木均
  - ゴー博士：斎藤晴彦
  - イワン：若山弦蔵
  - 市長：田村錦人
  - アリーン：円城寺あや
  - ガリバー：田山涼成
  - ジューシー：亀山助清
  - ナレーター：此島愛子
  - ほか

## 舞台

### 2008年
- 劇団StudioLife
- 公演期間：8月28日（木）～9月28日（日）
- 開場：新宿紀伊國屋ホール
- 脚本・演出：倉田淳
- グリンジャ他：笠原浩夫 /曽世海司（ダブルキャスト）
- アシジン&エドモス：仲原裕之 / 岩﨑大（ダブルキャスト）
- キラ他：荒木健太朗 / 松本慎也（ダブルキャスト）
- メイヤード：青木隆敏
- ミカル：三上俊
- イワン&アド：石飛幸治
- アーリン&センザイ・マスター：林勇輔
- エメラダ&チト：舟見和利
- ネズ他：奥田努
- マーゴ&フロウ：前田倫良
- 6代目ガルポ他：篠田仁志
- ナースタース&ジューシー：吉田隆太
- フェロペ&ローニ：渡部紘士（客演）
- スズキ・ゴー他：山﨑康一
- 市長他：藤原啓児
- 花柘榴村村長&ガルダ：河内喜一朗